# Zusters van de Voorzienigheid van Ruillé
De Zusters van de Voorzienigheid van Ruillé (Frans: Sœurs de la Providence de Ruillé-sur-Loir) zijn een van oorsprong Franse zusterscongregatie. Eind 2017 telde de congregatie 67 huizen (kloosters, communauteiten) en 324 religieuzen. Generaal-overste was zr. Josette Bijloos. Het generalaat bevindt zich in Le Mans.

## Geschiedenis
De congregatie werd in 1806 gesticht te Ruillé-sur-Loir door de priester Jacques-François Dujarié. Het eerste klooster heette La Petite Providence ("de kleine voorzienigheid"). De zusters wijdden zich aan opvoeding, onderwijs en ziekenzorg van meisjes. In 1820 werd de congregatie officieel erkend. Het aantal zusters breidde zich sindsdien sterk uit.
Ten gevolge van de seculariseringspolitiek in Frankrijk eind 19e, begin 20e eeuw weken veel zusters uit naar België en Nederland, waar ze nieuwe kloosters stichtten in onder andere Hoeselt, Diest en Maastricht (Klooster Opveld).